# Лихота, Алина Александровна
Алина Александровна Лихота (род. 7 марта 1998, Журавская, Краснодарский край) — российская футболистка, полузащитница клуба «Краснодар» и сборной России.

## Биография
С восьми лет занималась футболом, сначала в команде мальчиков станицы Журавская, затем в ЦСП № 4 (ст. Елизаветинская), а затем — в молодёжной команде краснодарской «Кубаночки». Первый тренер — Андрей Лавренов. В составе сборной Красноярского края становилась победительницей (2013) и призёром (2014) первенств России среди девушек.
В основном составе «Кубаночки» дебютировала в матче высшей лиги России 7 мая 2016 года против «Чертаново», заменив на 91-й минуте Насибу Гасанову. Всего в 2016—2017 годах сыграла за краснодарский клуб 6 игр в чемпионате страны, во всех выходила на замену в концовке матчей.
Летом 2018 года перешла в ижевское «Торпедо». В первом сезоне в новом клубе сыграла только 3 матча. В сезоне 2019 года являлась игроком стартового состава. В 2020 году перешла в «Краснодар».
Выступала за юношескую и молодёжную сборную России. Первый матч за основную сборную России провела 1 июня 2024 года против сборной Уругвая.